# Rïnkla Stadium
Le Rïnkla Stadium est une patinoire située à Brest en Bretagne. Elle a été construite en 1973 et rénovée en 2002, puis 2021. Répondant aux normes internationales, elle peut accueillir jusqu'à 1200 spectateurs.
Rinkla vient du mot "rinklañ" qui signifie "glisser" en Breton.
C'est actuellement le lieu de résidence du club de hockey sur glace des Albatros de Brest et du club de danse sur glace et de patinage synchronisé Sport et Patinage de Brest (SEP).